# TAR Aerolíneas
Link Conexión Aérea, S.A. de C.V., betreibt unter dem Handelsnamen TAR Aerolíneas in Mexiko eine Regional-Fluggesellschaft mit Sitz in Querétaro.

## Geschichte
Im September 2012 kaufte Link für Transportes Aéreos Regionales (TAR) drei Embraer ERJ 145 Jets mit je 50 Passagiersitzen mit Auslieferungsdatum Februar 2014. Am 28. Februar erhielt die Gesellschaft das AOC und im März 2014 hob der erste kommerzielle Flug ab. Im Jahr 2015 konnte die Gesellschaft weitere 5 Flugzeuge desselben Typs in Betrieb nehmen und wollte ihre Flugziele von 16 auf 29 ausbauen. Ab 2016 verfügte die Gesellschaft über ein AOC der FAA. Bis Mai 2023 konnte die Gesellschaft nur 47 Prozent der Anzahl der beförderten Passagiere vor der Covid-Pandemie erreichen.
Die Gesellschaft bediente zwischenzeitlich 19 Flugziele, im Juli 2023 18 Flugziele. Käufer von Tickets hatten im Frühjahr 2023 Absagen von Flügen ohne Aussicht auf Rückerstattung beklagt. Im Juli 2023 wollte eine amerikanische Beteiligungsfirma Kapital einschießen, zu diesem Zeitpunkt waren nur drei der neun Flugzeuge vom Typ Embraer aktiv. Ein Potenzial der Gesellschaft ergab sich durch das Ende der Flugoperationen der Aeromar im Februar 2023. TAR war dadurch die viertgrößte Fluggesellschaft Mexikos geworden mit ihren laut mexikanischer Behörden rund 112.500 transportierten Passagieren von Januar bis Mai 2023, wenngleich mit großem Abstand hinter Viva Aerobus mit 8,66 Millionen Passagieren im gleichen Zeitraum.

## Flotte
Mit Stand Juli 2023 bestand die Flotte der TAR Aerolíneas aus 9 Flugzeugen.
| Flugzeugtyp     | aktiv | bestellt | Anmerkungen   | Sitzplätze | Durchschnittsalter |
| --------------- | ----- | -------- | ------------- | ---------- | ------------------ |
| Embraer ERJ 145 | 9     |          | sechs inaktiv | 50         |                    |